# Нестьев, Израиль Владимирович
Израиль Владимирович Нестьев (4 (17) апреля 1911, Керчь — 19 апреля 1993, Москва) — советский и российский музыковед. Доктор искусствоведения (1970).

## Биография
Начал трудовой путь в 1926 году литературным сотрудником газеты «Красная Керчь». В 1928—1932 годах учился в Тифлисской консерватории по классу фортепиано, одновременно работая в местной молодёжной печати и на Тифлисском радио. В 1937 году окончил историко-теоретический факультет Московской консерватории и в 1940 году там же аспирантуру (научный руководитель В. Э. Ферман). Одновременно в 1937—1938 годах заведовал отделом в газете «Музыка», в 1939—1941 годах ответственный секретарь журнала «Советская музыка». В 1941—1945 годах служил в советской армии. В 1943—1944 годах был корреспондентом газеты 13-й армии «Сын Родины». Был ранен, награждён Орденом Красной Звезды. В 1943 году стал членом КПСС. Родители, Владимир Исаакович Нестьев (1877—1941) и Эсфирь Иосифовна Нестьева (урождённая Мирская) (1884—1941), сестра Мирра (1915—1941) и ещё пять близких родственников были расстреляны немцами в декабре 1941 года в ходе массового уничтожения керченских евреев у Багеровского рва в посёлке Багерово под Керчью.
Ещё не демобилизовавшись, в 1945 году защитил диссертацию на соискание учёной степени кандидата искусствоведения «Творческий путь С. Прокофьева». Завершённая в 1941 году монография, которая легла в основу диссертации, в 1946 году была опубликована в переводах на английский и французский язык, однако русское издание состоялось только в 1957 году. До начала 1949 года работал в Управлении музыкального вещания Всесоюзного радио, был уволен в рамках кампании против «безродных космополитов», работал в Институте военных дирижёров при Московской консерватории. Затем в 1954—1959 годах вновь в журнале «Советская музыка» (заместитель главного редактора), с 1960 года старший научный сотрудник Института истории искусств, на протяжении многих лет возглавлял сектор музыки народов СССР. С 1956 года преподавал в Московской консерватории новейшую зарубежную музыку, с 1974 года профессор кафедры истории зарубежной музыки. Доктор искусствоведения (1970, диссертация «Бела Барток. Жизнь и творчество»).
Похоронен на Востряковском кладбище.

## Научная деятельность
Нестьеву принадлежит ряд работ о Сергее Прокофьеве, в том числе фундаментальная «Жизнь Сергея Прокофьева» (1973), книги «Советская массовая песня» (1946), «„Мазепа“ П. Чайковского» (1949, 2-е издание 1959), «Ганс Эйслер и его песенное творчество» (1962), «Джакомо Пуччини» (1963, 2-е издание 1965), «На рубеже двух столетий. Очерки о зарубежной музыке конца XIX — начала XX века» (1967), «Бела Барток, 1881—1945: Жизнь и творчество» (1969), «Звёзды русской эстрады» (1970, 2-е издание 1974) и др. Посмертно издана книга «Дягилев и музыкальный театр XX века» (1994). Под редакцией Нестьева выходили тома «Истории музыки народов СССР» и многотомного издания «Музыка XX века», ему принадлежит ряд статей в Музыкальной энциклопедии.

## Семья
- Жена — Фрида Семёновна Нестьева (урождённая Балагул, 1911—1992).
  - Дочь — Марина Израилевна Нестьева (род. 1938), музыкальный критик, музыковед, автор книг о композиторе Аркадии Островском (1970), певце Владимире Атлантове (1987), композиторе Сергее Прокофьеве (2003), автор и составитель сборника статей и бесед с композитором Валентином Сильвестровым (2004), автор книги «Музыка Валентина Сильвестрова. Беседы. Статьи. Письма» (2012).
  - Сын — Владимир Израилевич Нестьев (род. 1946), востоковед, журналист, переводчик с английского языка (в том числе «Автобиографии» Рудольфа Нуриева).
    - Внучка — Хана Нестьева (род. 1975), поэт, переводчик с иврита, лауреат Второго всероссийского конкурса хайку[5].

## Звания
В 1991 году Нестьеву было присвоено почетное звание «Заслуженный деятель искусств РСФСР».